# Advanced Gravis Computer Technology

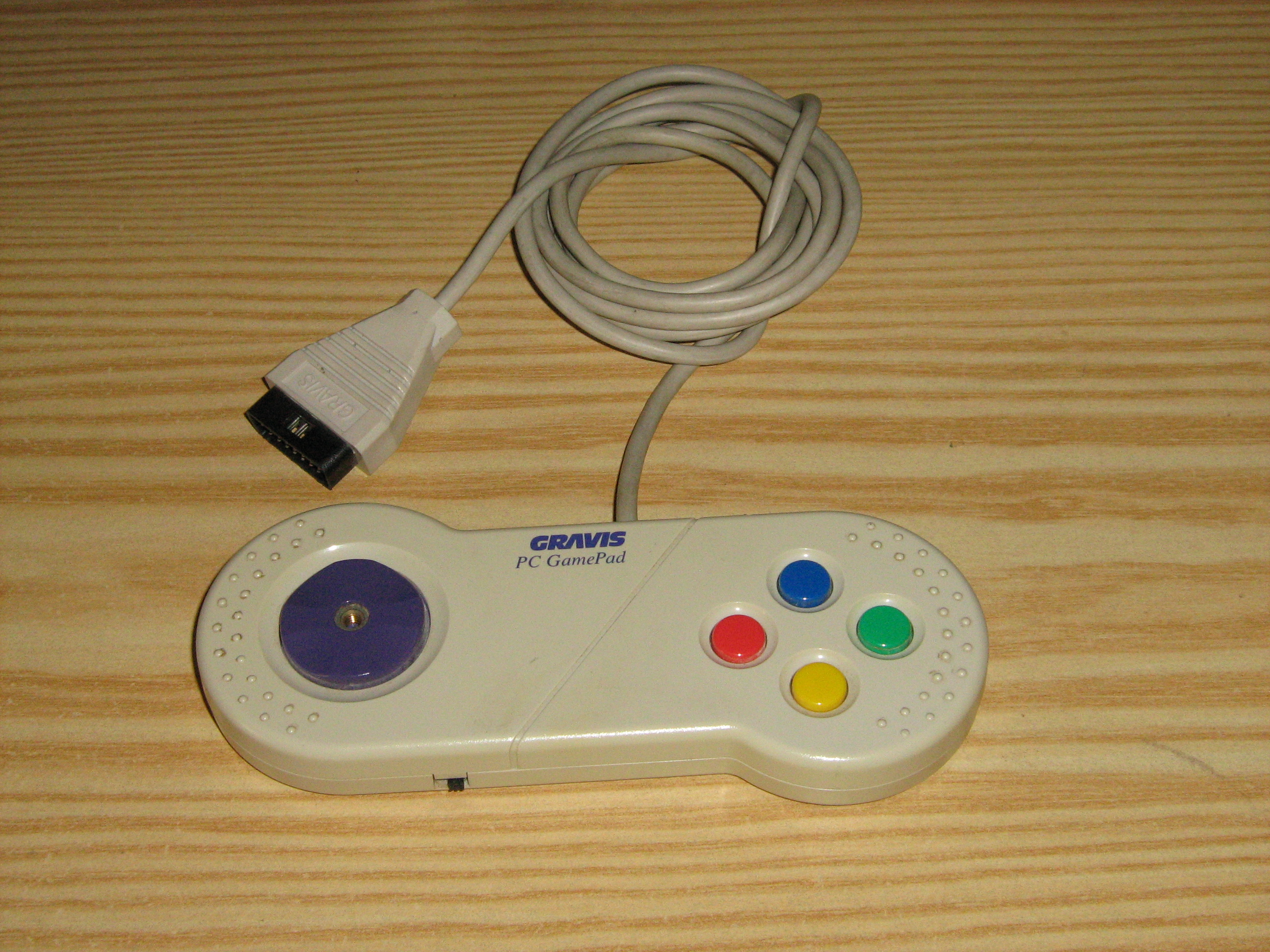
Gravis PC Gamepad

Advanced Gravis Computer Technology, Ltd. war ein Hersteller von Computerperipherie und -hardware. Das Unternehmen wurde 1982 in British Columbia (Kanada) gegründet. Die bekanntesten Produkte waren der Gravis Analog Joystick, der lange Zeit als Referenz für PC-Joysticks galt, das Gravis PC GamePad, das zu seiner Zeit das populärste PC-Joypad war, und  die Soundkarte Gravis Ultrasound, die mit der Sound Blaster konkurrierte und eine starke Popularität in der PC-Demoszene innehatte.
Zu besten Zeiten beschäftigte die Firma etwa 300 Angestellte. Im Jahr 1997 wurde sie schließlich von der Kensington Technology Group übernommen.